# Пумба
Пумба (англ. Pumbaa) — бородавочник, герой анимационного фильма «Король Лев», выпущенного киностудией «Walt Disney Pictures» в 1994 году. Появляется в первой части трилогии, спасая вместе с другом Тимоном львёнка Симбу от смерти в пустыне. Играет закадровую, но немаловажную роль на протяжении двух первых частей (об этом мы узнаём из фильма «Король Лев 3: Хакуна матата», а также из отдельных эпизодов первых частей). Вместе с Тимоном следует идее «Акуна матата», что значит «жизнь без забот».

## Биография
В фильме биография Пумбы освещена мало, сам он говорит лишь только то, что он был изгнан из стада из-за своего неприятного запаха, после чего нашёл своих новых друзей в лице Тимона, а затем и Симбы.

## Синглы
| 1994 | Hakuna Matata           | Тимон и Пумба |
| 1994 | The Lion Sleeps tonight | Тимон и Пумба |
| 1995 | Stand By Me             | Тимон и Пумба |
| 1995 | Yummy — yummy — yummy   | Тимон и Пумба |

## Фильмография
| 1994        | Король Лев                    | Пумба      |
| 1995 — 1999 | Тимон и Пумба                 | Пумба      |
| 1996        | Горбун из Нотр-Дама           | камео      |
| 1996        | Аладдин и король разбойников  | камео      |
| 1997 — 1999 | 101 далматинец                | камео      |
| 1998        | Король Лев 2: Гордость Симбы  | Пумба      |
| 2001        | Волшебное Рождество у Микки   | Пумба      |
| 2001        | Дом злодеев. Мышиный дом      | камео      |
| 2004        | Король Лев 3: Хакуна матата   | Пумба      |
| 2006        | Лерой и Стич                  | камео      |
| 2015        | Страж — лев: Возвращение рыка | Пумба      |
| 2015 — 2017 | Страж — лев: Львиная гвардия  | Дядя Пумба |
| 2019        | Король Лев                    | Пумба      |